# مفارقة القطط بالزبدة

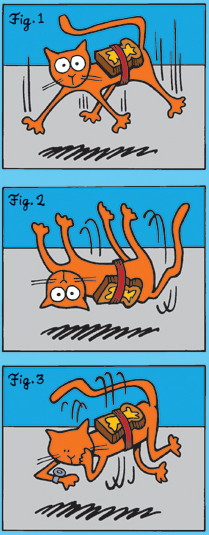
رسم توضيحي لتجربة الفكر

مفارقة القط بالزبدة هي نكتة شائعة مبنية على مزيج من قولين:
- القطط تهبط دائمًا على أقدامها.
- الخبز المحمص بالزبدة دائمًا ما يكون جانب الزبدة لأسفل.

تنشاء المفارقة عندما ينظر إلى ما قد يحدث إذا ما ربط قطعة من الخبز المحمص (جانب الزبدة) بالجزء الخلفي للقط، ثم أسقط القطة من سطح مرتفع.وقد فازت مفارقة القط بالزبدة، التي قدمها الفنان جون فرازي من كينغستون ، (نيويورك) ، في مسابقة مجلة أومني لعام 1993 حول المفارقات.  تم تقديم الفرضية الأساسية، التي توضح ظروف القط والخبز وطُرحت كسؤال، في روتين من قبل الكوميدي والمشعوذ ميخائيل ديفيس، الذي ظهر في عرض الليلة مع جوني كارسون ، 22 يوليو، 1988.

## التجارب الفكرية
ويؤكد بعض الاشخاص مازحين أن التجربة ستنتج تأثيرًا مضادًا للجاذبية. يقترحون أنه عندما تسقط القطة اتجاه الأرض، فإنها ستتباطأ وتبدأ في الألتفاف، لتصل في النهاية إلى حالة ثابتة من التحليق لمسافة قصيرة من الأرض أثناء الدوران بسرعة عالية مثل الجانب المغطى بالزبدة من الخبز المحمص وأقدام القطة محاولة الهبوط على الأرض.  في يونيو عام 2003، فازت كيمبرلي مينر بجائزة أكاديمية الطلاب عن فيلمها الحركة الدائمة.  اعتمدت مينر في فيلمها على ورقة كتبها أحد الأصدقاء في المدرسة الثانوية استكشفت الآثار المحتملة الآثار المحتملة للقطة وفكرة الخبز المحمص. بالزبدة  

## في الفكاهة
لقد أستحوذ التناقض المزيف على خيال الفكاهيين ذوي التوجه العلمي. في مايو من عام 1992، أدرجت مجلة # أوراكل الإنترنت سؤالاً من ملتمس يسأل فيه عن مفارقة القطط. اختبار النظرية هو الموضوع الرئيسي في حلقة من شريط الكتاب الهزلي جاك B .وتسعى شخصية العنوان إلى اختبار هذه النظرية، مما يؤدي إلى تحليق القط فوق الأرض ويوفر ذيل القطة الدافع. في 31 من مارس عامل 2005، شريط من ويب كومكس الأرنب كما استكشف شريط من الأرنب الشبكي فكرة وضع خطة «مولد طاقة موجي توست 5k دائم الحركة» استنادا إلى القانون. في مجال العلم، يعلق دونالد إي سيمانيك على هذه الظاهرة.
ظهرت الفكرة على لعبة اللوحة البريطانية QI ، حيث تمت مناقشة الفكرة. بالإضافة إلى الحديث عن الفكرة، كما طرحوا أسئلة أخرى تتعلق بالتناقض. وكان من بينها ما يلي:
- «هل ستظل تعمل إذا استخدمت السمن ؟»
- «هل ستظل تعمل إذا استخدمت لا أستطيع أن أصدق أنها ليست زبدة؟»، و
- «ماذا لو كان الخبز المحمص مغطى بشيء غير زبدة، لكن القطة اعتقدت أنها زبدة؟» (الفكرة هي أنه سيكون بمثابة علاج وهمي).[11]

كما ظهرت المفارقة في حلقة «فوضى الجاذبية» من البودكاست العلمي راديو لاب. في وقت لاحق، قامت شركة إنتاج الرسوم المتحركة بارك بتجميع رسم متحرك توضيحي  ، بناءً على مقطع صوتي مستخرج من حلقة راديولاب.
طرحت الشركة التجارية البرازيلية لمشروب الطاقة الحصان الطائر إعلانًا تجاريًا حائزًا على جائزة في عام 2012  يحاكي إعادة إنشاء هذه الظاهرة، والتي تُستخدم بعد ذلك لخلق طاقة دائمة. 
ظهرت أيضاً في مسلسل كوميدي بلجيكي يدعى Kid Paddle حيث يروي كيد قصة لصديقه الساذج هوراس عندما كان على مائدة العشاء.

## في الواقع
تمتلك القطط القدرة على قلب نفسها في منتصف الهواء إذا سقطت رأسا على عقب، وهو ما يُعرف باسم رد فعل القط الصحيح. وهذا يمكنهم من الهبوط على أقدامهم إذا سقطوا من سطح مرتفع. 
الخبز المحمص، كونه جماداً، وتفقد القدرة والرغبة في تصحيح نفسه. أثبتت دراسة في جامعة مانشستر متروبوليتان ، تضمنت إسقاط مئه شريحة في ظل ظروف مختبرية، أن الخبز النخبوي عادة ما يلتصق على سطح الأرض من جانب الزبدة نتيجة للطريقة التي يتم بها هبوطه عادة من الطاولة، والسحب الديناميكي الهوائي الناجم عن الجيوب الهوائية داخل الخبز. عادة ما يكون الخبز المحمص بجانب الزبدة عند إسقاطه. ومع سقوطه، فإنه يلتف؛ بالنظر إلى السرعة النموذجية للدوران والارتفاع النموذجي للطاولة، فإن شريحة الخبز المحمص التي بدأت في وضع الزبدة على المنضدة ستسقط الزبدة جنبًا إلى جنب على الأرض في 81٪ من الحالات.

## روابط خارجية
- موقع Frazee للفنون الجميلة نسخة محفوظة 7 أبريل 2014 على موقع واي باك مشين. من Teresa and John Frazee.
- "Feedback". نيو ساينتست ع. 2056. 16 نوفمبر 1996. مؤرشف من الأصل في 2014-04-07.
- ثغرات للمفارقة